# OK Liga Femenina 2016-17

La temporada 2016-17 de la OK Liga Femenina de hockey patines es la 9.ª edición de esta competición.

## Equipos participantes
- Hostelcur Gijón HC
- CP Voltregà
- CP Vilanova
- Generali HC Palau de Plegamans
- CH Mataró
- CP Manlleu
- CH Cerdanyola
- CHP Bigues i Riells
- Sferic Terrassa
- C.H. Sant Cugat
- HC Liceo
- CP Rivas las Lagunas
- CP Alcorcón
- CP Las Rozas

Fuente:Federación Española de Patinaje

## Clasificación
|    | Equipo                         | PJ | G  | E | P  | GF  | GC  | PTS |
| -- | ------------------------------ | -- | -- | - | -- | --- | --- | --- |
| 1  | Hostelcur Gijón HC             | 26 | 22 | 3 | 1  | 110 | 38  | 69  |
| 2  | CP Voltregà                    | 26 | 18 | 4 | 4  | 86  | 37  | 58  |
| 3  | Generali HC Palau de Plegamans | 26 | 16 | 4 | 6  | 80  | 40  | 52  |
| 4  | CHP Bigues i Riells            | 26 | 13 | 4 | 9  | 53  | 53  | 43  |
| 5  | CP Manlleu                     | 26 | 12 | 6 | 8  | 60  | 54  | 42  |
| 6  | CP Las Rozas                   | 26 | 12 | 6 | 8  | 43  | 34  | 42  |
| 7  | CP Vilanova                    | 26 | 10 | 2 | 14 | 43  | 60  | 32  |
| 8  | Sferic Terrassa                | 26 | 9  | 4 | 13 | 55  | 73  | 31  |
| 9  | CP Alcorcón                    | 26 | 8  | 7 | 11 | 40  | 40  | 31  |
| 10 | HC Liceo                       | 26 | 9  | 4 | 13 | 39  | 59  | 31  |
| 11 | CH Cerdanyola                  | 26 | 8  | 5 | 13 | 39  | 55  | 29  |
| 12 | CH Mataró                      | 26 | 8  | 3 | 15 | 62  | 68  | 27  |
| 13 | CP Rivas Las Lagunas           | 26 | 6  | 5 | 15 | 67  | 82  | 23  |
| 14 | PHC Sant Cugat                 | 26 | 2  | 1 | 23 | 25  | 109 | 7   |

Fuente:Federación Española de Patinaje
|  | Campeón de liga y acceso a Copa de Europa |
|  | Acceso a Copa de Europa                   |
|  | Descenso                                  |